# Autorádio

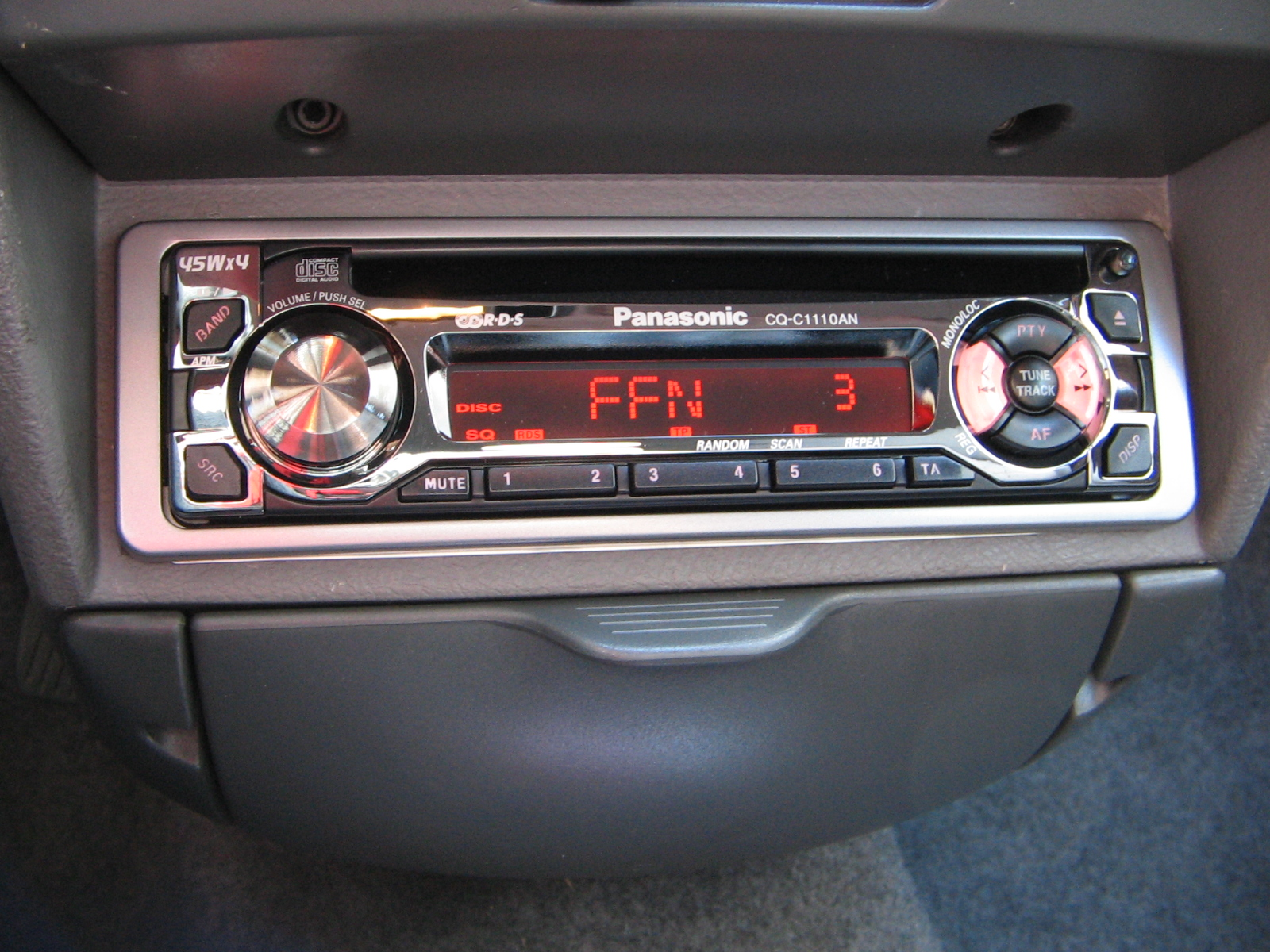
Panasonic autorádio, kombinace rádia, CD a MP3

Autorádio je rozhlasový přijímač určený pro instalaci do automobilu, kamionu či autobusu, většinou kombinovaný se zařízením pro přehrávání některých zvukových nosičů. Též se vyrábějí modely voděodolné, vhodné do lodí a hausbótů.

## Historie

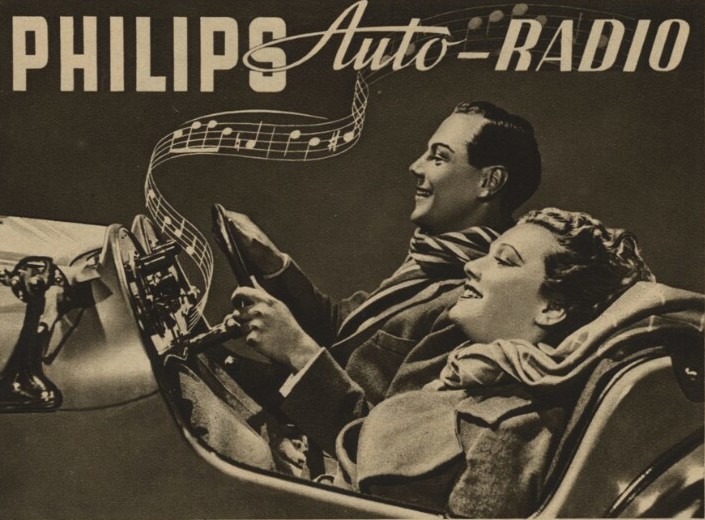
Autorádio Philips, reklama 1939

### Počátky výroby
Podle dobových informací vybavovala sériově radiopřijímači svůj model Black Hawk americká firma Stutz Motor Company již v roce 1928; v roce 1930 existovalo v USA několik firem zabývajících se výhradně výrobou autorádií, jednou z nich byla Motorola (tehdy Galvin Manufacturing Corporation).

### První československá autorádia
První autorádia značky Tesla Omikron 513BV se vyráběla v letech 1942–1952.
První československé autorádio s magnetofonem z let 1978–1982 neslo název Tesla 1900B.

## Současnost
Moderní autorádia, schopna přehrávat paměťové karty a CD (případně DVD), jsou vybavena konektory USB a rozhraním Bluetooth a umožňují připojení dalších zdrojů zvuku. Též přijímají doplňkové dopravní informace TMC a jsou vybavena automatickým vyhledávačem stanic. Autorádia z poslední doby[kdy?] umožňují též bezdrátově přenášet obraz i zvuk z mobilních zařízení.